# Dasyatis gigantea
Dasyatis gigantea es una especie de pez de la familia Dasyatidae en el orden de los Rajiformes.

## Morfología
• Los machos pueden llegar alcanzar los 178 cm de longitud total.

## Reproducción
Es ovíparo.

## Hábitat
Es un pez de mar y de clima templado y demersal.

## Distribución geográfica
Se encuentra en el Océano Pacífico noroccidental.

## Observaciones
Es inofensivo para los humanos.